# Kyohō
Kyoho (巨峰ぶどう, Kyohō budō, littéralement « raisin géant des montagnes ») est une variété de raisin proche du Concord obtenu par hybridation  (Vitis vinifera x Vitis labrusca) entre les variétés Ishiharawase et Centennial.
Tout comme le Concord, la peau du kyoho s'enlève facilement du fruit. Les grappes de kyoho sont pourpres ou presque noires, avec de grands pépins. On mange seulement la chair qui est juteuse, sucrée et moyennement acide. Par contre, on ne consomme pas les pépins amers et la peau.
Le kyoho fut produit la première fois en 1937 dans la Préfecture de Shizuoka, mais ne fut pas nommé ainsi avant 1946. Populaire au Japon, en Chine, à Taiwan, et  en Corée pour sa chair, il est habituellement pelé avant d'être servi, le jus étant utilisé pour faire des cocktails chu-hi (酎ハイ, chūhai, « shōchū highball »).
Les aires de production incluent la préfecture de Nagano, la préfecture de Yamanashi, la Central Valley, Changhua à Taiwan, et le Chili.

## Synonymes
Les synonymes du kyoho sont Chufeng, Ju Feng, Kioho et Kyohou.